# Le stagioni del nostro amore (album)
Le stagioni del nostro amore è una compilation del cantautore italiano Franco Battiato, pubblicata nel 2003 dalla Universal Music.
Il secondo CD, curato da Franco Zanetti, contiene una selezione di canzoni registrate dal cantante nella seconda metà degli anni sessanta. Sempre sul secondo disco sono presenti tre tracce video tratte da L'imboscata Live Tour 1997, all'epoca non ancora pubblicato in DVD: La stagione dell'amore, E ti vengo a cercare e Stranizza d'amuri.
Nonostante nel libretto È l'amore sia indicata con la dicitura "versione con archi", si tratta della versione originale su 45 giri e non di quella effettivamente con archi pubblicata nella precedente raccolta Franco Battiato del 1982.
Bella ragazza e Gente sono invece nelle versioni alternative pubblicate sulla raccolta Franco Battiato. La prima delle due presenta però una dissolvenza che ne accorcia il finale di qualche secondo.

## Tracce

### CD 1
1. Amore che vieni, amore che vai – 2:30
2. La cura – 4:03
3. Te lo leggo negli occhi – 3:05
4. Vite parallele – 3:26
5. La canzone dell'amore perduto – 3:27
6. Amata solitudine – 4:06
7. Aria di neve – 2:55
8. Di passaggio – 3:38
9. È stato molto bello – 3:50
10. La canzone dei vecchi amanti – 3:26
11. Memoria di Giulia – 3:18
12. J'entends siffler le train – 3:12
13. Ecco com'è che va il mondo – 4:24
14. La preda – 3:44
15. Segunda-feira – 4:02
16. El cuidado – 4:04

Durata totale: 57:10

### CD 2
1. La torre – 3:16
2. Le reazioni – 2:23
3. Il mondo va così – 2:41
4. Triste come me – 2:37
5. Vento caldo – 3:03
6. È l'amore – 2:27
7. Fumo di una sigaretta – 2:40
8. Bella ragazza – 2:51
9. Sembrava una serata come tante – 3:11
10. Gente – 3:06

Durata totale: 28:15